# チョ・ソンジン
チョ・ソンジン（Seong-Jin Cho 朝鮮語: 조성진(趙成珍)、1994年5月28日 - ）は、韓国出身のクラシック音楽のピアニスト。

## 経歴
1994年5月28日に韓国のソウルに生まれ、6歳からピアノを始める。2008年に青少年のためのショパン国際ピアノ・コンクール（モスクワ）で第1位、2009年第7回浜松国際ピアノコンクールにて最年少（15歳）にして優勝。同時に日本人作品最優秀演奏賞、札幌市長賞も受賞。2011年にはチャイコフスキー国際コンクールピアノ部門にて第3位入賞。2015年には、第17回ショパン国際ピアノコンクールで優勝、ポロネーズ賞も併せて受賞。同コンクールでの優勝は、アジア人としては、ベトナムのダン・タイ・ソン（1980年）と中国のユンディ・リ（2000年）に続き3人目の快挙である。NHK交響楽団とも共演している。2023年湖巌賞芸術部門受賞。2024年5月、ベルリン・フィルハーモニー管弦楽団のアーティスト・イン・レジデンスに就任した。

## ディスコグラフィー
- Seong-Jin Cho (Winner of the 17th International Fryderyk Chopin Piano Competition) - DG
- Chopin: Piano Concerto No.1 - DG
- Chopin: Piano Concerto No.2 - DG
- Debussy - DG
- Beethoven: Piano Concerto & Symphony No.5 - DG
- Mozart: Piano Concerto No. 20 K 466 / / Sonatas K 281 & K 332 - DG
- Handel Project - DG